# مختبر تشخيص العدوى الفيروسية
في التشخيص المخبري، عدوى الفيروسات تؤكد بأساليب متعددة تشمل:
- نمو الفيروس بالزرع الخلوي على عينة أخذت من مريض.
- اكتشاف أجسام مضادة لفيروس معين في الدم.
- اكتشاف مستضدات الفيروس.
- الكشف عن أحماض الفيروس النووية.
- رصد جسيمات الفيروس بواسطة المجهر الإلكتروني.
- تجربة التراص الدموي